# Línea 30 (Maldonado)
La línea 30 es un servicio de transporte público de buses del departamento de Maldonado, Uruguay. Sale de Pan de Azúcar y su destino final es el km 110 de la ruta o Canteras. A veces parte directamente desde Casapueblo, omitiendo la localidad anterior.
Al igual que la línea 32, era operado por la empresa Transporte Méndez hasta 2010, año en el que pasa a ser ofrecido por Guscapar hasta la actualidad.

## Horarios
Desde Pan de Azúcar tiene cinco salidas diarias, mientras que una lo hace desde Casapueblo y solamente de pasada como un destino más de la línea.
De las seis frecuencias que hay en total, dos de ellas no llegan a las Canteras y tan solo se arriman hasta el kilómetro 110.